# Tortelli di patate
Les tortelli di patate (tortelli de pommes de terre) sont un mets italien typique de la région du Mugello et du Casentino en Toscane. Ils sont répertoriés dans la liste des Produits agroalimentaires traditionnels de Toscane.
Ce sont des pâtes farcies à l'instar des raviolis. Bien que leur nom évoque celui des tortellinis,  les tortelli de pomme de terre s'en différencient par leur taille plus grande et leur forme en général carrée, et surtout par la farce. Celle-ci est constituée principalement de pommes de terre bouillies réduites en purée, additionnées de parmesan et assaisonnées de noix muscade et de sel. Dans certaines variantes, on ajoute aussi des herbes aromatiques dans la farce ou bien de la sauce tomate revenue avec de l'ail, du persil et de la viande séchée[Laquelle ?].
Le condiment idéal pour accompagner ces pâtes est une sauce à la viande (ragù), à la truffe, ou aux champignons, avec de l'huile d'olive et du parmesan, ou avec du beurre et de la sauge.
Chaque été en Toscane, des fêtes sont organisées autour des tortelli di patate, comme la Sagra del tortello di patate e del cinghiale à Capalle (commune de Campi Bisenzio).